# Knoxitidae
De Knoxitidae zijn een familie van uitgestorven kreeftachtigen uit de klasse van de Ostracoda (mosselkreeftjes).

## Geslachten
- Amicus Tschigova, 1977 †
- Elenamarginia Berdan, 1986 †
- Knoxiella Egorov, 1950 †
- Marginia Polenova, 1952 †
- Perimarginia Hou, 1955 †
- Quasiknoxiella Tschigova, 1977 †
- Tschigovana Kempf, 2014 †